# 艾坪 (新南威爾斯州)
埃平（英語：Epping），中文名也被译为艾坪，是一個位於澳洲悉尼中心商務區西北方18公里的市郊地區，郵政編號2121，人口大約2萬3千。

## 歷史
早於1792年，第一任新南威爾斯總督亞瑟·菲利普已經開始將該處的土地發放給英國皇家海軍陸戰隊隊員，當時的地名為馬爾斯田野（Field of Mars）。1899年，應當地土地業權人威廉·米德森（William Midson）的要求，以他父親出生地，英國埃塞克斯郡埃平森林為名，正式將這郊區易名為埃平。

## 交通

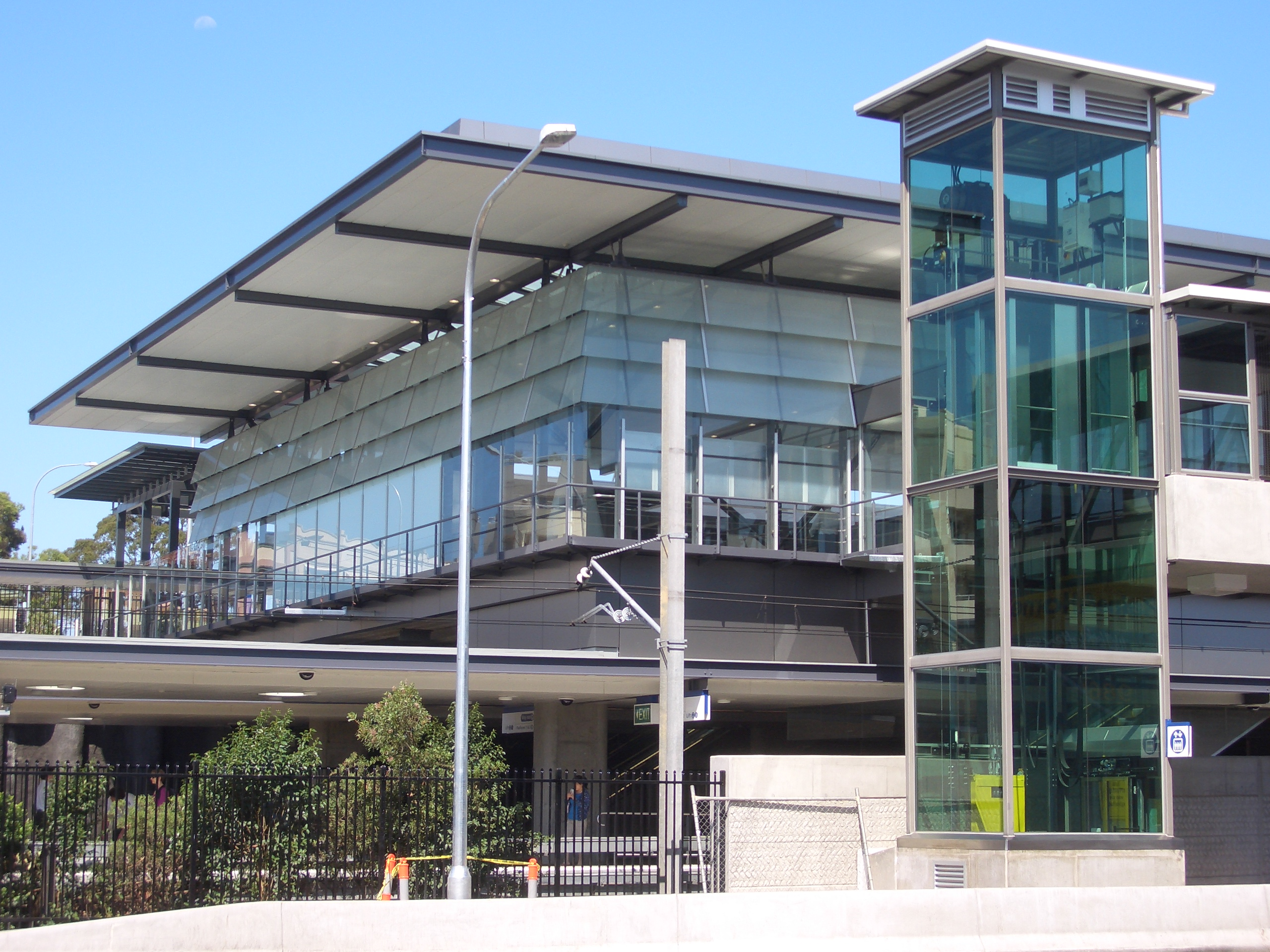
埃平火車站

埃平為北部綫與悉尼地鐵交匯站，可達悉尼市區及車士活。

## 人口
根據2021年人口普查, 埃平有29,551人。僅36.7%居民於澳洲出世，而69.1%有在家使用除英語外的語言。

## 圖片集

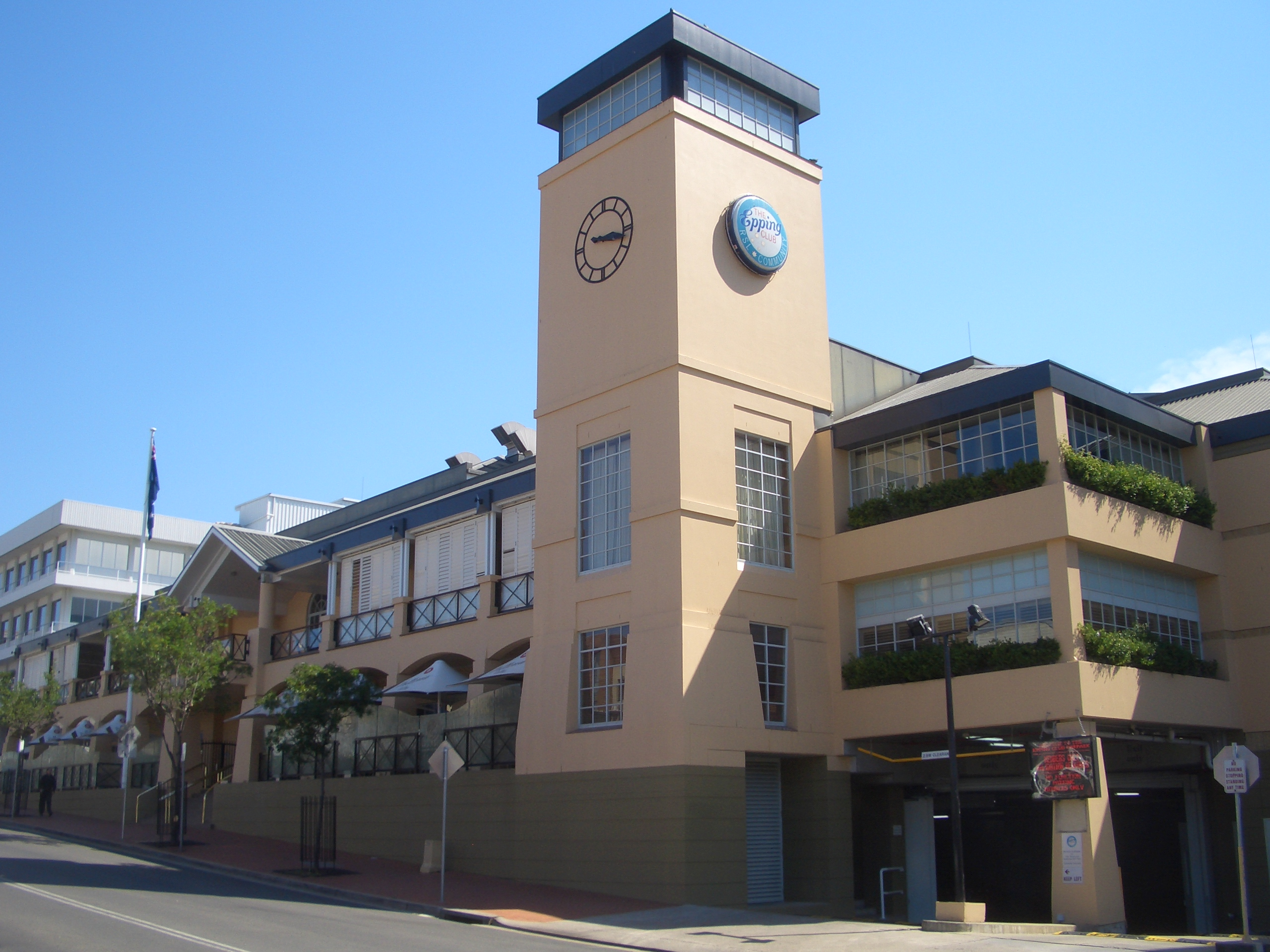
艾坪俱樂部
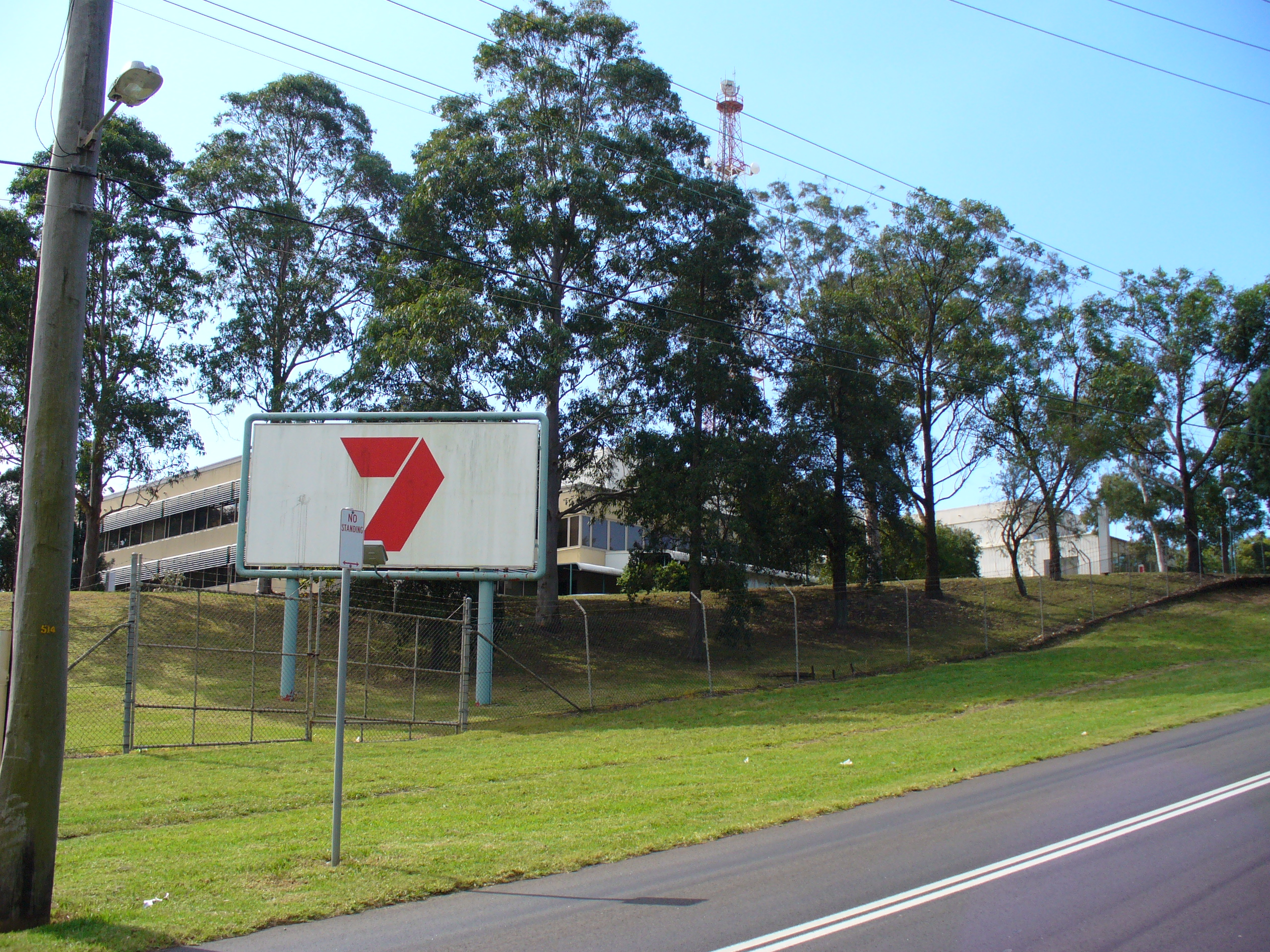
七號電視網製片廠（已拆卸）
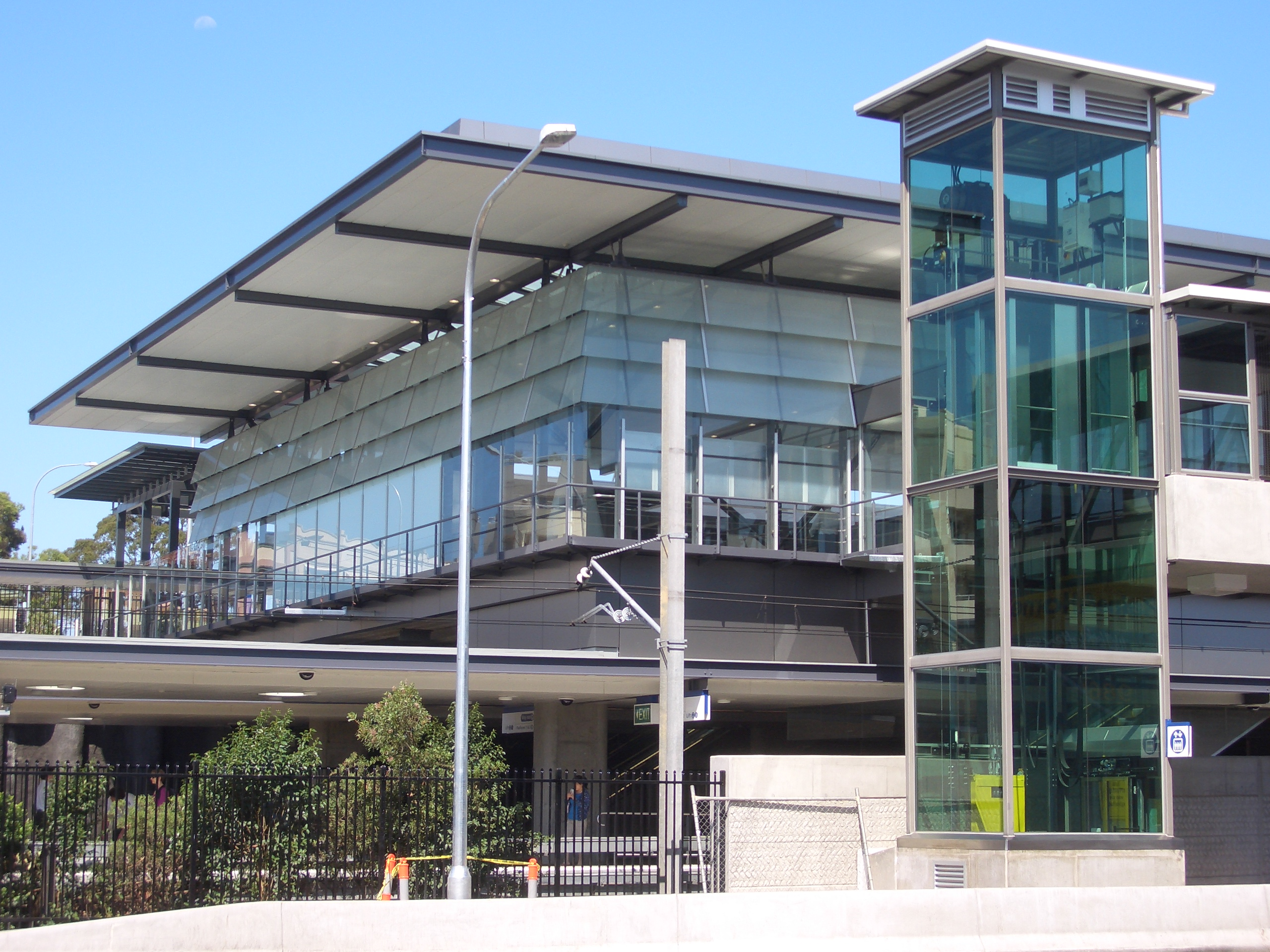
艾坪火車站
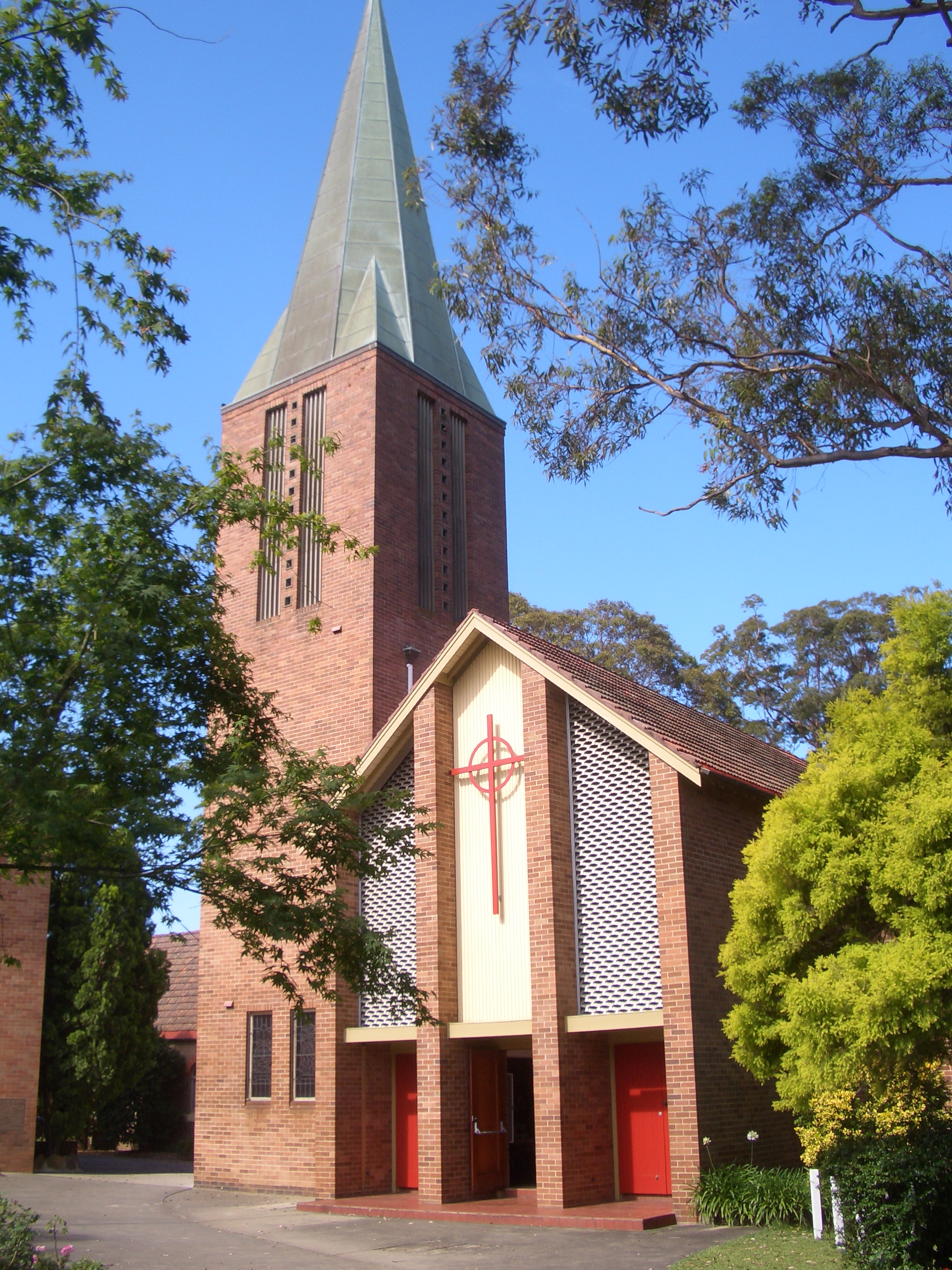
聖公會聖奧爾堂